# Добриг
До́бриг (нем. Dobrig; лужицкое наименование — До́брик в.-луж. Dobrik) — сельский населённый пункт в городских границах Эльстры, район Баутцен, федеральная земля Саксония, Германия.

## География
Населённый пункт расположен юго-западнее Эльстры на автомобильной дороге K9236. На западе от деревни находится лесной массив, в котором находится холм Чорна-Гора (Čorna hora) высотой 413 метров.
Соседние населённые пункты: на севере — деревня Тальпенберг (Тальпин, в городских границах Эльстры), на северо-востоке — Эльстра, на юго-востоке — деревня Раушвиц (Рашица, в городских границах Эльстры), на юго-западе — деревня Ренсдорф (Гранчик, в городских границах Эльстры).

## История
Впервые упоминается в 1420 году под наименованием «Doberack». С 1950 по 1994 года деревня входила в сельскую общину Вола. В 1994 году вошла в городские границы Эльстры в статусе городского района.
Исторические немецкие наименования:
- Doberack, 1420
- Dobrich, 1732
- Dobrig, 1768
- Dobrigau, 1777
- Dobrig, 1791

## Население
| 1834 | 1871 | 1890 | 2011 | 2015 |
| ---- | ---- | ---- | ---- | ---- |
| 68   | 69   | 83   | 58   | 49   |